# Baptisten in Litauen

Logo der litauischen Baptistenunion

Baptisten in Litauen gibt es nachweislich seit 1841. Sie sind heute in der Litauischen Union der evangelischen Baptistengemeinden (litauisch: Lietuvos evangelikų baptistų bendruomenių sąjunga) organisiert. Sitz der litauischen Baptistenunion, die zu den kleinen Bünden der Europäisch-Baptistischen Föderation gehört, ist Klaipėda.

## Geschichte

Eduard Grimm

Friedrich Oncken

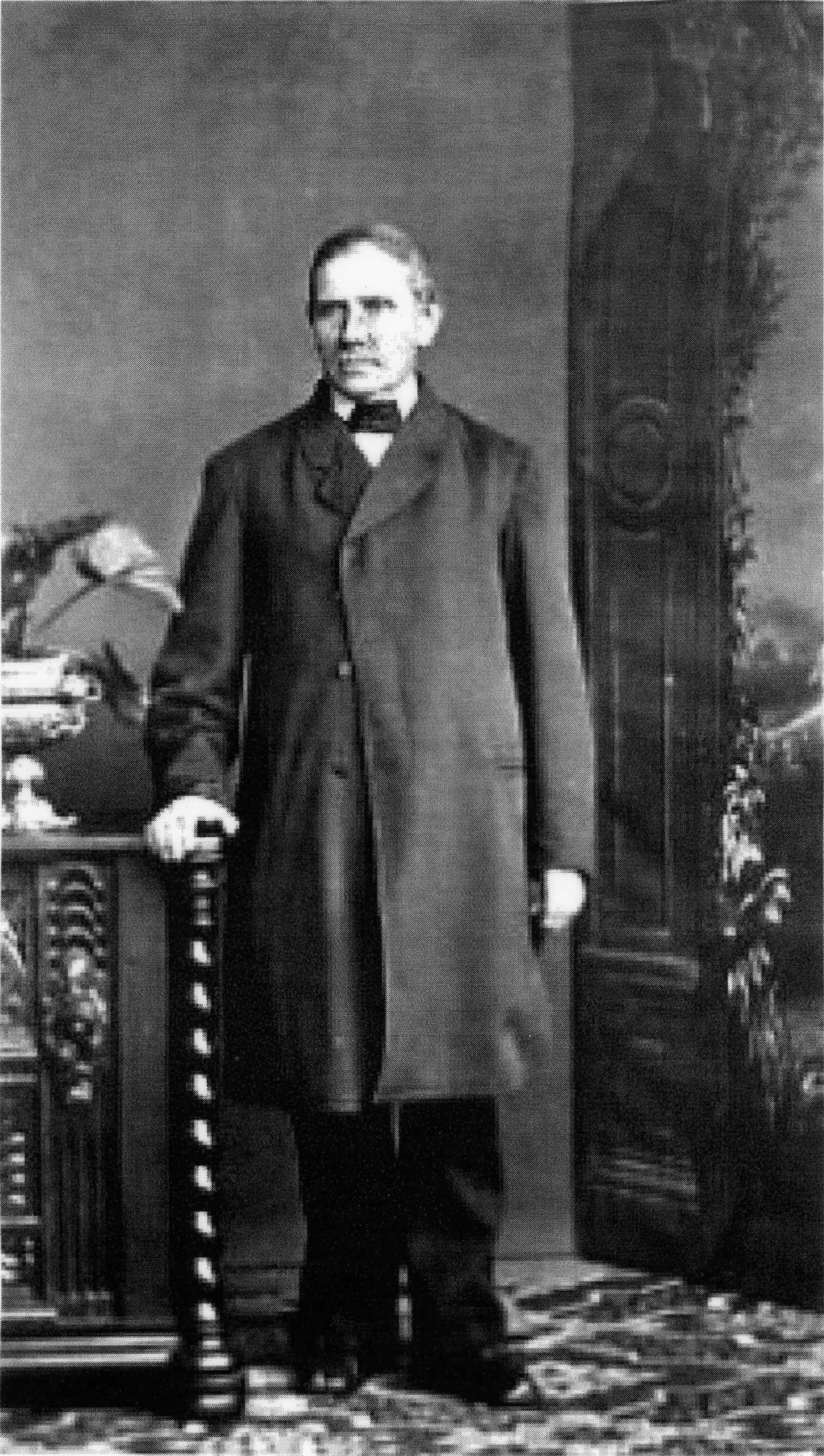
Anton Friedrich Remmers

Baptistenkapelle Memel (lit. Klaipėda), eingeweiht 1851

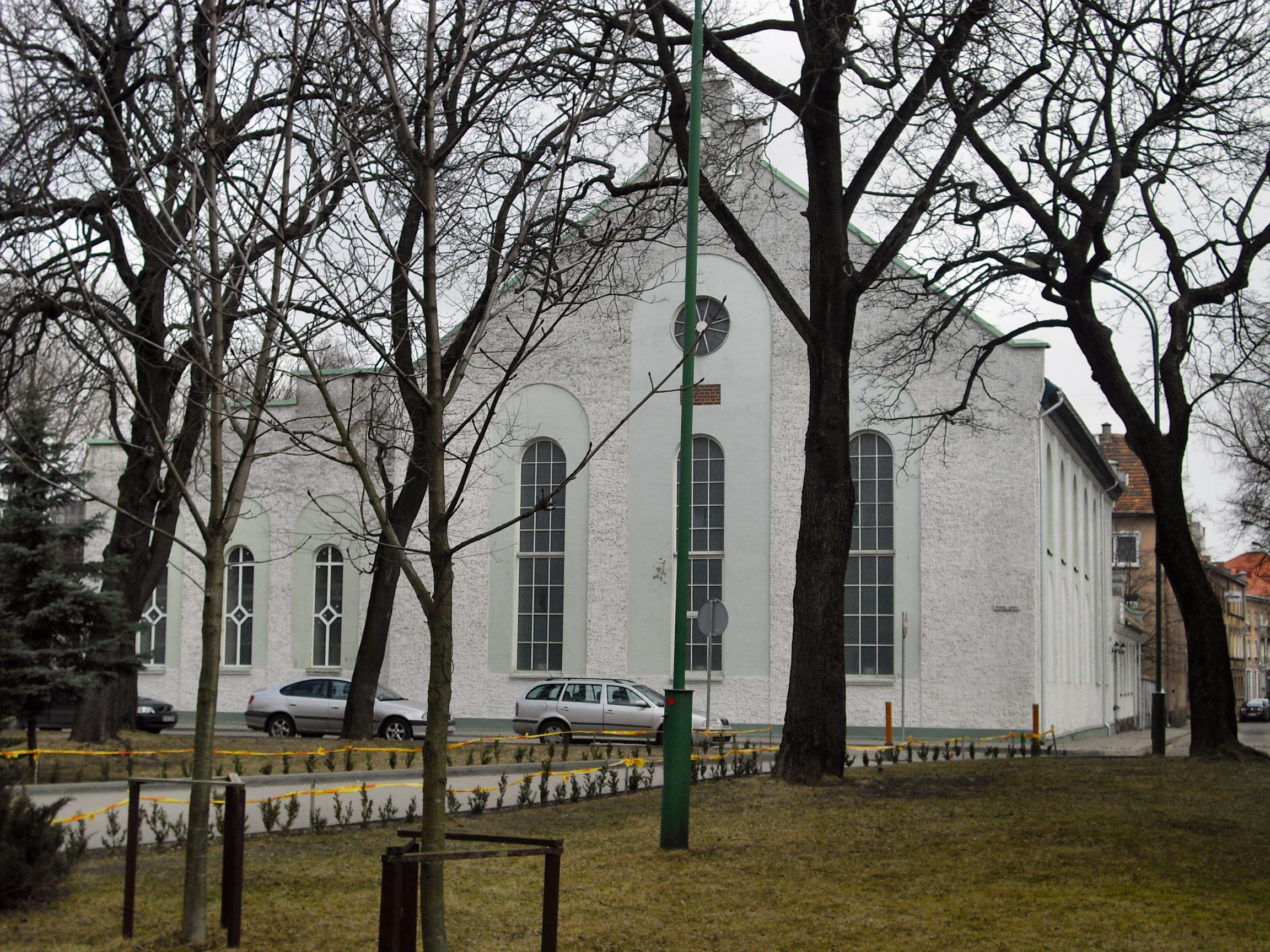
Baptistenkapelle Memel 2012

Baptistenkapelle in Heydekrug (lit. Šilutė) (um 1900)

Die erste baptistische Taufe, die auf dem Gebiet des heutigen Litauens (damals: Königreich Preußen) im Fluss Dange an 16 Frauen vollzogen wurde, ist für den 2. Oktober 1841 bezeugt. Eine weitere Taufe von neun Männern geschah am darauf folgenden Tag. Dieser Taufe schloss sich die Konstituierung der Baptistengemeinde Memel an, die unter der Leitung Johann Gerhard Onckens geschah und bei der Eduard Grimm (1808–1874) als Ältester der Gemeinde ordiniert wurde. Die Gemeinde entwickelte in den Folgejahren eine starke Ausstrahlung und war unter anderem auch die Keimzelle des lettischen Baptismus.

### Vorgeschichte
Der Schneidemüller Eduard Grimm, der bereits erwähnte erste Älteste der Baptistengemeinde Memel, hatte um 1830 seine memelländische Heimat verlassen, um als wandernder Handwerker seinen Horizont zu erweitern. Er kam bis Zürich, wo er Samuel Heinrich Fröhlich kennenlernte. Fröhlich, ein ehemaliger Pfarrer der reformierten Staatskirche, hatte eine freikirchliche Gemeinde um sich gesammelt, deren Gottesdienste auch von Grimm besucht wurden. Unter dem Eindruck der Predigt erlebte der Memeler Handwerkergesell eine innere Hinkehr zum christlichen Glauben und ließ sich durch Fröhlich durch Übergießen taufen. Nach seiner Rückkehr ins Memelland begann Eduard Grimm ab Pfingsten 1839, in seiner Wohnung gottesdienstliche Zusammenkünfte durchzuführen, wozu er Bekannte und Kollegen einlud. Trotz des Widerstandes staatlicher und kirchlicher Behörden wuchs der Kreis um Grimm. Zu diesem Kreis stieß auch Josef Hague, ein ehemaliger Schiffskapitän aus England, der seinen Ruhestand in Memel verlebte. Er vertrat den Standpunkt, dass die von Grimm empfangene und auch durch ihn praktizierte Affusionstaufe nicht dem neutestamentlichen Taufritus, der Taufe durch Immersion, entspreche. Nach einer Zeit intensiven Bibelstudiums gewannen Eduard Grimm und der größte Teil seines Kreises dieselbe Überzeugung und wandten sich auf Hagues Rat hin an die baptistischen Gründerväter Gottfried Wilhelm Lehmann (Berlin) und Johann Gerhard Oncken (Hamburg). Oncken wollte sich selbst auf den Weg nach Memel machen, beauftragte aber zunächst den Jeveraner Anton Friedrich Remmers, mit dem Grimmschen Kreis in Verbindung zu treten. Als Remmers nach achtwöchigem Fußmarsch am 4. August 1841 in Memel eintraf, fand er dort circa 40 Personen, die sich von der Landeskirche getrennt hatten. Remmers unterrichtete den Kreis über das baptistische Tauf- und Gemeindeverständnis, worauf dort der Wunsch entstand, nochmals in neutestamentlicher Form getauft zu werden und in Memel eine geordnete Baptistengemeinde ins Leben zu rufen. Am 30. September desselben Jahres gelangte Oncken von Königsberg aus mit einem Passagierschiff nach Memel und taufte nach einigen kurzen Unterredungen am 2. und 3. Oktober insgesamt 29 Personen, die sich unter Onckens Vorsitz noch am Abend des 3. Oktobers zur Baptistengemeinde Memel zusammenschlossen.

### Weitere Entwicklungen
Kurz nach der Gründung kam es in der jungen Gemeinde zu einem heftigen Konflikt, in dessen Folge Grimm und andere von der Gemeinde ausgeschlossen wurden. Sie gründeten eine weitere Gemeinde in Memel. Grimm ging zunächst nach England und wanderte später mit einigen seiner Anhänger in die Vereinigten Staaten aus, wo sich seine Spur verliert.
Oncken sandte im Juni 1842 zunächst den jungen Prediger Friedrich Oncken nach Memel, der dort ein knappes halbes Jahr blieb, um die geschwächte und führungslose Gemeinde zu unterstützen. Ende 1842 kehrte er nach Hamburg zurück, brach aber vier Wochen später erneut zu einer Reise nach Memel auf, diesmal in Begleitung von Anton Friedrich Remmers.